# Symfoni nr. 3 (Per Nørgård)
 For alternative betydninger, se Symfoni nr. 3. (Se også artikler, som begynder med Symfoni nr. 3)
Symfoni nr. 3 er en symfoni af Per Nørgård, skrevet for orkester og dobbeltkor i 1972-75.
Symfonien er inkluderet i Kulturkanonen fra 2006 under partiturmusik.

## Baggrund
I 1971 havde Danmarks Radios musikafdeling bedt Nørgård om at skrive en opera til tv-transmission, men dette passede ham dårligt på det tidspunkt. Året efter forespurgte afdelingen så, om han i stedet kunne skrive et symfonisk værk, hvilket han indvilgede i.
I arbejdet hen imod slutproduktet afprøvede Nørgård forskellige ideer for både mindre konstellationer og fuldt orkester; det var en ny arbejdsmetode for Nørgård, der hidtil havde skrevet sine værker uden brug af instrumenter overhovedet. På denne måde skabte han en håndfuld mindre værker:
- Lila (elleve instrumenter, 1972)
- Libra (tenor, guitar, to blandede kor og to vibrafoner, 1973)
- Turn (piano, 1973)
- Spell (klarinet, cello og piano, 1973)
- Singe die Gärten, mein Herz, die du nicht kennst (ottestemmigt kor og otte instrumenter, 1974)

Sidstnævnte indgår i symfoniens anden sats.
Værket blev uropført i København 2. september 1976 af DR SymfoniOrkestret dirigeret af Herbert Blomstedt.

## Form
Symfonien har to satser: "Moderato – Lento e Nóbile" og "Allegretto".
Den er skrevet for to fløjter, tre oboer, tre klarinetter, tre fagotter, fire valdhorn, tre trompeter, tre basuner, tuba, fire percussionister, to harper, piano, orgel og stygere.

## Tekster
De tekster, koret synger, stammer forskellige steder fra:
- middelalderhymner på latin
- mantraer fra Indien
- "Singe die Gärten, mein Herz, die Du nicht kennst" fra Sonette an Orpheus af Rainer Maria Rilke
- Friedrich Rückert-citater